# Chú Tễu

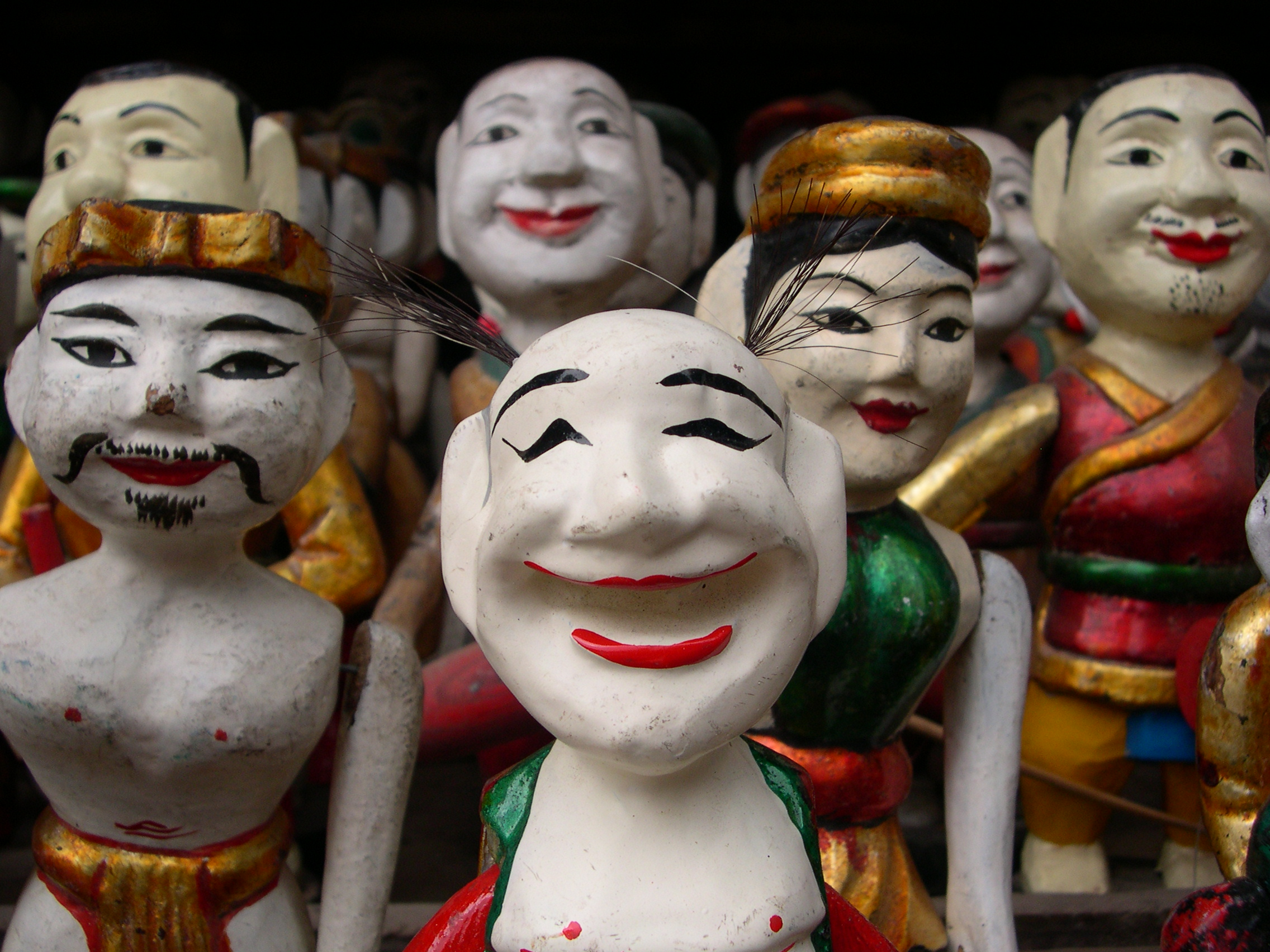
Chú Tễu, nhân vật tươi cười với 2 chỏm tóc ở đầu

Chú Tễu là một nhân vật con rối tiêu biểu trong hình thức múa rối nước tại Việt Nam. Thông thường, chú Tễu luôn có hình dáng to hơn các con rối khác. Theo một nghiên cứu, chú Tễu là nhân vật xuất hiện nhiều nhất và nổi tiếng nhất trong sân khấu kịch múa rối nước truyền thống của Việt Nam.